# Saint-Germain-le-Rocheux
Pour les articles homonymes, voir Saint-Germain.
Saint-Germain-le-Rocheux est une commune française située dans le département de la Côte-d'Or en région Bourgogne-Franche-Comté. Les gentilés sont « Rocagermanois » et « Rocagermanoises ».

## Géographie

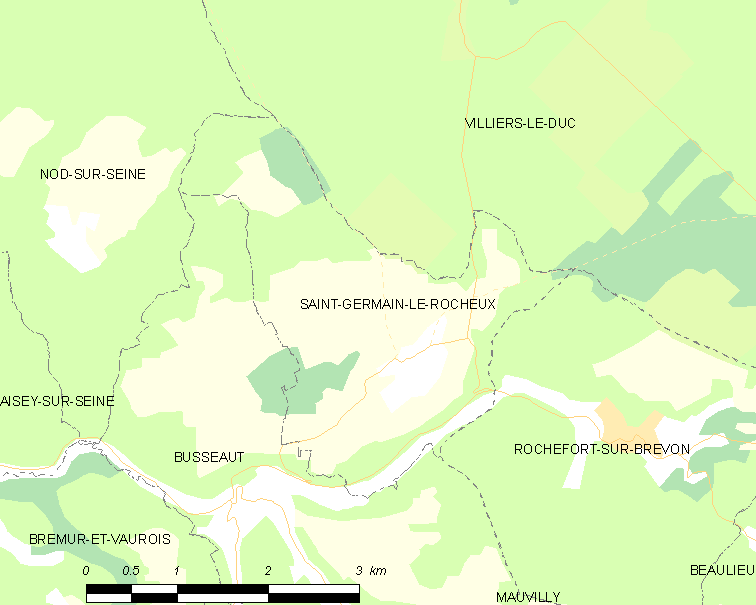
Carte INSEE de la commune.

Sur le plateau de la forêt domaniale de Châtillon qui prolonge vers l'ouest le plateau de Langres, la commune de Saint-Germain-le-Rocheux s'étale sur 7,7 km2 entre vallée du Brevon au sud et forêt de Châtillon au nord. L'essentiel du territoire est en rive droite de la rivière, mais il comprend toute la largeur de la vallée avec une part du versant en rive gauche, ces lieux marquent les altitudes les plus basses, le Brevon passe de 286 m au point amont à 277 m en aval au point bas de la commune, pour un peu plus de deux kilomètres de cours. La rivière est encaissée, le terrain remonte rapidement au-dessus de 300 m sur le plateau, le village assez central à son finage est à environ 370 m de moyenne et on trouve le point culminant à la jonction du chemin des Rochottes avec la route forestière, sur la limite de commune nord à proximité de la maison forestière du Tremblois (commune de Villiers-le-Duc) à 393 m. Bien que le sud de la forêt de Châtillon se prolonge sur le nord de la commune, c'est l'agriculture qui occupe la moitié des surfaces, surtout autour du village sur le plateau, et le fond de vallée se pare de belles prairies verdoyantes. Les bois occupent les versants à pentes rapides et les deux pointes que forment les limites de finage au nord.
Deux routes départementales traversent et se rejoignent sur la commune, la D 16 vient de Châtillon-sur-Seine par la forêt au nord et rejoint au sud Beaunotte et Aignay-le-Duc, la D 29 à l'ouest vient de Coulmier-le-Sec (sur la route de Châtillon/S. à Montbard) et suit le Brevon. Le village est à l'écart de ces routes fréquentées.

### Hameaux, écarts, lieux-dits
La population est regroupée dans le village, la commune n'a pas de hameau rattaché.
- Habitat ou bâti écarté : le moulin de Saint-Germain.
- Lieux-dits d'intérêt local : chemin de Champ-Coin, chemin des Rochottes, chemin de Bas-de-Vanne, bois : les Charmes, la Sarnée, les Rochottes, Champ-Coin, la Sentinelle.

### Hydrographie
La forêt de Châtillon couvre des sols calcaires du Jurassique dans lesquels se sont formés des réseaux souterrains, on n'y trouve pratiquement aucune rivière en surface sauf dans le sud-est vers le Val des Choues, les eaux réapparaissent sous forme de sources exsurgentes dans les versants des rivières autour du plateau (Seine, Brevon, Ource, Digeanne), et surtout par la Douix, importante résurgence à Châtillon-sur-Seine qui reprend peut-être aussi, outre les eaux du plateau, une perte de l'Ource. L'absence d'eau sur le plateau obligeait les habitants à recueillir l'eau de pluie dans des citernes : 80 sont dénombrées en 1888. En 1893 l'ingénieur Ernest-Sylvain Bollée installe un bélier hydraulique dans la vallée du Brevon qui remonte l'eau au village 92 m plus haut.
Avec un faible pente (env. 0,4 %), le Brevon décrit de nombreux méandres qui irriguent de belles prairies et forme quelques étangs au fond d'une jolie vallée encaissée appréciée des promeneurs, de Rochefort-sur-Brevon au val de la Chouette (commune d'Aisey-sur-Seine), tout près de son confluent avec la Seine au pont de Vaurois. Le premier meunier du moulin de Saint-Germain, sur la rivière, qui était un moulin à farine, est nommé dans l'état-civil en 1712.

### Climat
Pour des articles plus généraux, voir Climat de la Bourgogne-Franche-Comté et Climat de la Côte-d'Or.
En 2010, le climat de la commune est de type climat des marges montargnardes, selon une étude du Centre national de la recherche scientifique s'appuyant sur une série de données couvrant la période 1971-2000. En 2020, Météo-France publie une typologie des climats de la France métropolitaine dans laquelle la commune est exposée à un climat océanique altéré et est dans la région climatique  Lorraine, plateau de Langres, Morvan, caractérisée par un hiver rude (1,5 °C), des vents modérés et des brouillards fréquents en automne et hiver. 
Pour la période 1971-2000, la température annuelle moyenne est de 10,1 °C, avec une amplitude thermique annuelle de 16,4 °C. Le cumul annuel moyen de précipitations est de 949 mm, avec 13 jours de précipitations en janvier et 8,8 jours en juillet. Pour la période 1991-2020, la température moyenne annuelle observée sur la station météorologique de Météo-France la plus proche, « Châtillon/Seine », sur la commune de Châtillon-sur-Seine à 14 km à vol d'oiseau, est de 10,8 °C et le cumul annuel moyen de précipitations est de 832,8 mm,. Pour l'avenir, les paramètres climatiques de la commune estimés pour 2050 selon différents scénarios d'émission de gaz à effet de serre sont consultables sur un site dédié publié par Météo-France en novembre 2022.

## Urbanisme

### Typologie
Au 1er janvier 2024, Saint-Germain-le-Rocheux est catégorisée commune rurale à habitat dispersé, selon la nouvelle grille communale de densité à 7 niveaux définie par l'Insee en 2022.
Elle est située hors unité urbaine. Par ailleurs la commune fait partie de l'aire d'attraction de Châtillon-sur-Seine, dont elle est une commune de la couronne,. Cette aire, qui regroupe 60 communes, est catégorisée dans les aires de moins de 50 000 habitants,.

### Occupation des sols
L'occupation des sols de la commune, telle qu'elle ressort de la base de données européenne d’occupation biophysique des sols Corine Land Cover (CLC), est marquée par l'importance des territoires agricoles (59,9 % en 2018), en augmentation par rapport à 1990 (58,9 %). La répartition détaillée en 2018 est la suivante : 
terres arables (50,6 %), forêts (39,6 %), zones agricoles hétérogènes (5,4 %), prairies (3,9 %), milieux à végétation arbustive et/ou herbacée (0,5 %). L'évolution de l’occupation des sols de la commune et de ses infrastructures peut être observée sur les différentes représentations cartographiques du territoire : la carte de Cassini (XVIIIe siècle), la carte d'état-major (1820-1866) et les cartes ou photos aériennes de l'IGN pour la période actuelle (1950 à aujourd'hui).

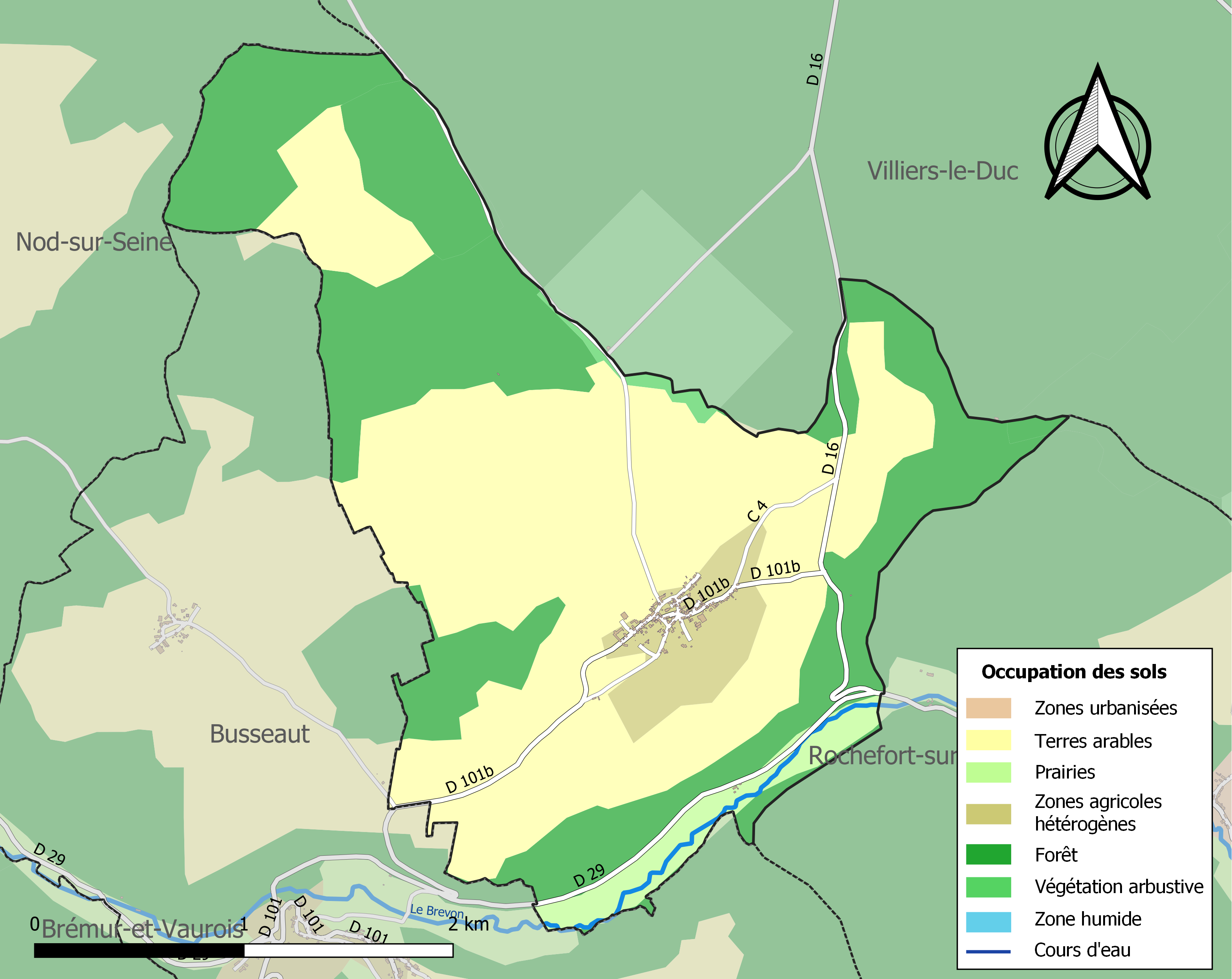
Carte des infrastructures et de l'occupation des sols de la commune en 2018 (CLC).

## Histoire

### Préhistoire et antiquité
Le fanum du Tremblois avec son enclos cultuel et son ensemble de bâtiments à usage commercial atteste d'une occupation à la fin de l'Âge du fer et à la période gallo-romaine.

### Moyen Âge
Situé à 3 km du site du Tremblois riche en vestiges gallo-romains, le village s'est implanté à l'écart à l'époque des Mérovingiens d'après les sarcophages et objets trouvés près de l'église actuelle et datés du VIIe siècle. Le plus ancien document nous renseignant sur son passé date de 1145 dans le Cartulaire de Notre-Dame de Châtillon. Dès le XIIe siècle, la seigneurie du village est partagée entre le duc de Bourgogne puis le roi et l'évêque de Langres et ce jusqu'à la Révolution.

### Époque moderne
Au cours de la période révolutionnaire de la Convention nationale (1792-1795), la commune a porté le nom de Montagne-en-Bellevue.
En 1893 par l'installation d'un bélier hydraulique l'eau des sources des Tufs est remontée à 92 mètres dans le réservoir communal qui la distribue dans le lavoir et à 7 bornes-fontaines pour un volume de 60 000 litres par jour. Ce bélier a fonctionné jusqu'en 1955.

## Politique et administration
| Période                                  | Période  | Identité          | Étiquette | Qualité |
| ---------------------------------------- | -------- | ----------------- | --------- | ------- |
| mars 2001                                |          | André Legendre    |           |         |
| juillet 2021                             | En cours | Clémence Legendre |           |         |
| Les données manquantes sont à compléter. |          |                   |           |         |

Saint-Germain-le-Rocheux appartient :
- à l'arrondissement de Montbard ;
- au canton de Châtillon-sur-Seine ;
- à la communauté de communes du Pays Châtillonnais.

## Démographie
L'évolution du nombre d'habitants est connue à travers les recensements de la population effectués dans la commune depuis 1793. Pour les communes de moins de 10 000 habitants, une enquête de recensement portant sur toute la population est réalisée tous les cinq ans, les populations de référence des années intermédiaires étant quant à elles estimées par interpolation ou extrapolation. Pour la commune, le premier recensement exhaustif entrant dans le cadre du nouveau dispositif a été réalisé en 2004.

En 2022, la commune comptait 83 habitants, en évolution de +5,06 % par rapport à 2016 (Côte-d'Or : +0,82 %, France hors Mayotte : +2,11 %).
| 1793 | 1800 | 1806 | 1821 | 1836 | 1841 | 1846 | 1851 | 1856 |
| ---- | ---- | ---- | ---- | ---- | ---- | ---- | ---- | ---- |
| 324  | 295  | 328  | 293  | 240  | 318  | 312  | 310  | 279  |

| 1861 | 1866 | 1872 | 1876 | 1881 | 1886 | 1891 | 1896 | 1901 |
| ---- | ---- | ---- | ---- | ---- | ---- | ---- | ---- | ---- |
| 301  | 300  | 296  | 294  | 281  | 279  | 256  | 222  | 197  |

| 1906 | 1911 | 1921 | 1926 | 1931 | 1936 | 1946 | 1954 | 1962 |
| ---- | ---- | ---- | ---- | ---- | ---- | ---- | ---- | ---- |
| 178  | 163  | 140  | 147  | 150  | 121  | 140  | 153  | 146  |

| 1968 | 1975 | 1982 | 1990 | 1999 | 2004 | 2006 | 2009 | 2014 |
| ---- | ---- | ---- | ---- | ---- | ---- | ---- | ---- | ---- |
| 147  | 149  | 116  | 108  | 102  | 95   | 98   | 90   | 80   |

| 2019 | 2022 | - | - | - | - | - | - | - |
| ---- | ---- | - | - | - | - | - | - | - |
| 82   | 83   | - | - | - | - | - | - | - |

## Lieux, monuments et pôles d'intérêt
En 2016, la commune compte 3 monuments inscrits à l'inventaire des monuments historiques, 14 monuments ou édifices répertoriés à l'Inventaire général du patrimoine culturel et 22 objets répertoriés à l'IGPC.
- Bornes armoriées, marquant les parcelles en forêt de Châtillon, sont pour la plupart du XVIIe siècle, certaines remontent aux ducs de Valois au XIVe siècle  Inscrit MH[28]. Récemment référencées (2015), elles sont difficiles à localiser (les 64 bornes classées se répartissent sur cinq communes : outre Saint-Germain-le-Rocheux, Buncey, Nod-sur-Seine , Villiers-le-Duc et Maisey-le-Duc ; d'après la fiche M.H., une carte existe).
- L'église Saint-Germain[29]  Inscrit MH (1947)[30] L'église de Saint-Germain-le-Rocheux dans sa partie la plus ancienne, à savoir la nef et les collatéraux, est romane du XIIe siècle Le chœur et sa piscine sont du XIIIe siècle et le clocher avec ses baies et sa corniche sont des XIIIe et XIVe siècles. La grande nef et les bas-côtés sont très étroits et la dernière travée supporte le clocher. Celui-ci a des baies géminées dont les dessus des arcs sont tous différents. Un grand retable et un statuaire intéressant sont à remarquer à l'intérieur ainsi qu'une Vierge à l'Enfant du XVe[18].
- La Table de pierre (pierre des morts) et le piédestal de la croix du cimetière, du XIIe siècle, ensemble  Inscrit MH (1944)[31], les deux sont dans l'enclos paroissial. La croix en fonte de 1867 est classée IGPC 1989[32].

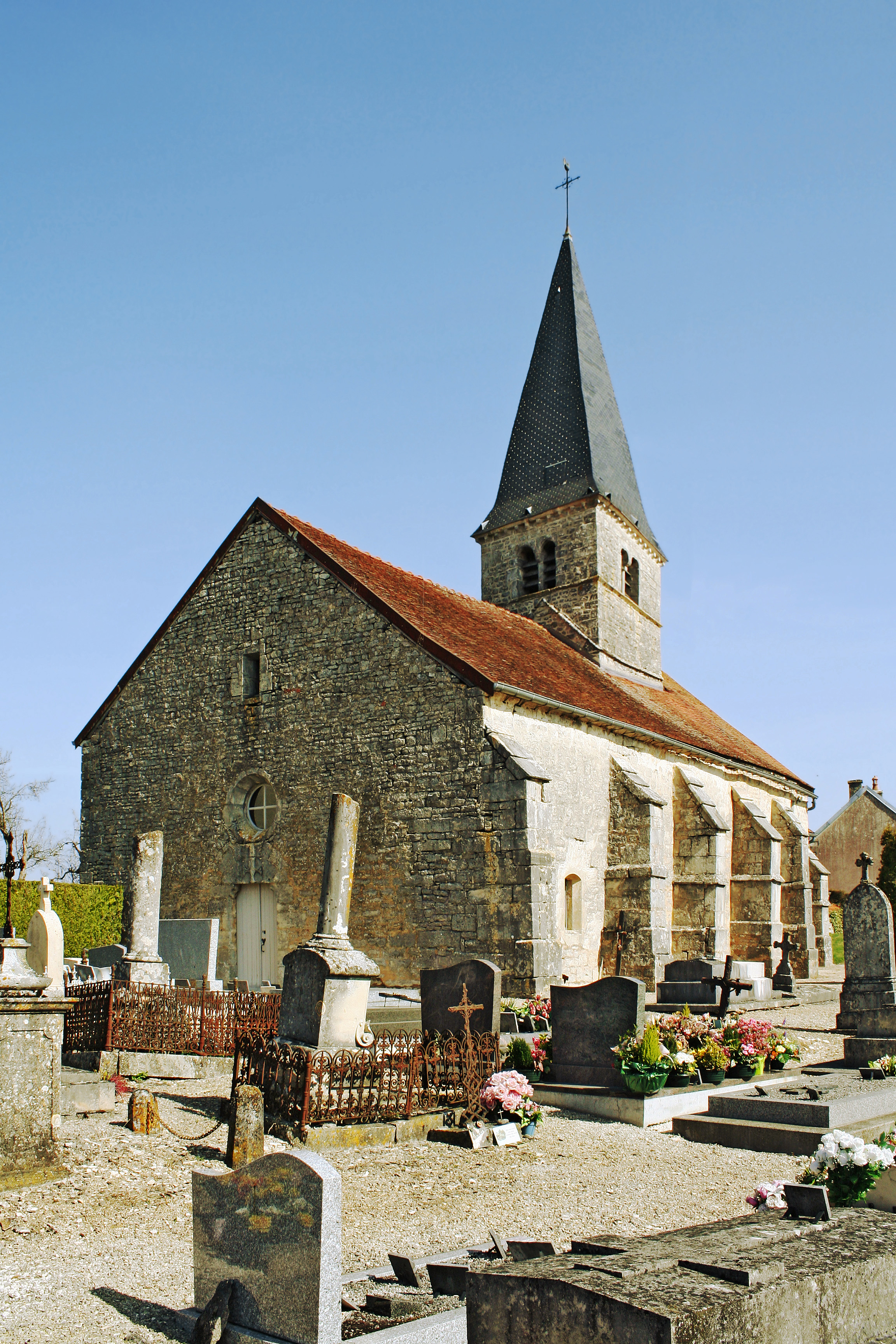
Façade ouest dans l'enclos paroissial.
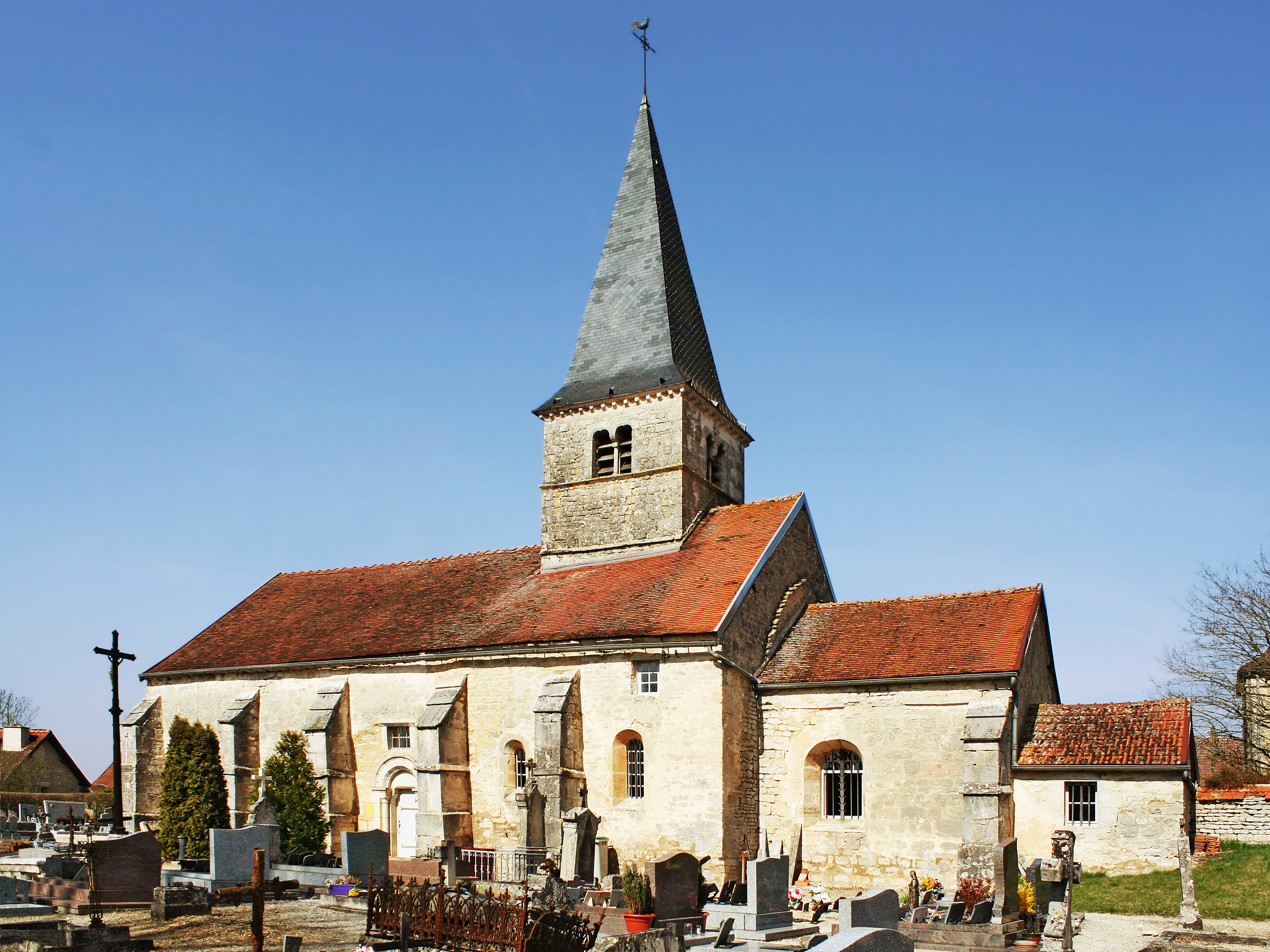
Église Saint-Germain.
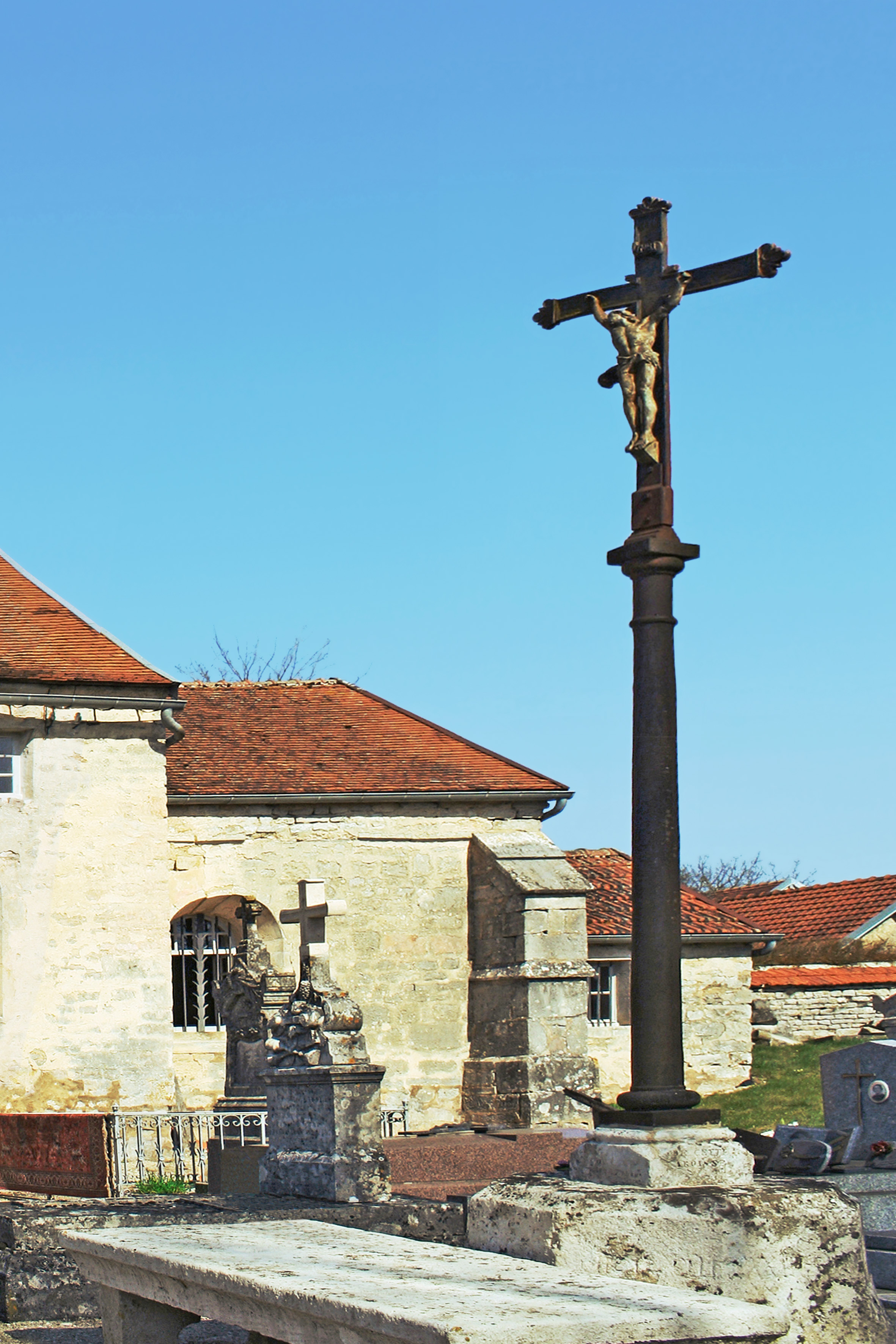
Croix de cimetière et table des morts.

- Sept croix se trouvent sur la commune à différentes intersections de chemins. Croix des Filles, croix Parent... la croix aux Moines, inaugurée en 1746 en remplacement d'une croix de Bois, se situe près de la maison forestière du Tremblois. Un calvaire classique date de 1867. Des processions étaient organisées aux rogations pour implorer le ciel afin d'obtenir de bonnes récoltes. Des ex-voto sont à remarquer sur les façades ou les pignons.
- Mairie-école constituée d'un corps central couvert d'ardoises encadré de deux pavillons couverts en tuiles, les angles sont enjolivés de pierres de taille (IGPC 1989)[33].
- Lavoir en pierres de taille et moellons de 1893 (IGPC 1989)[34] abrite un petit musée de la vie locale[35].

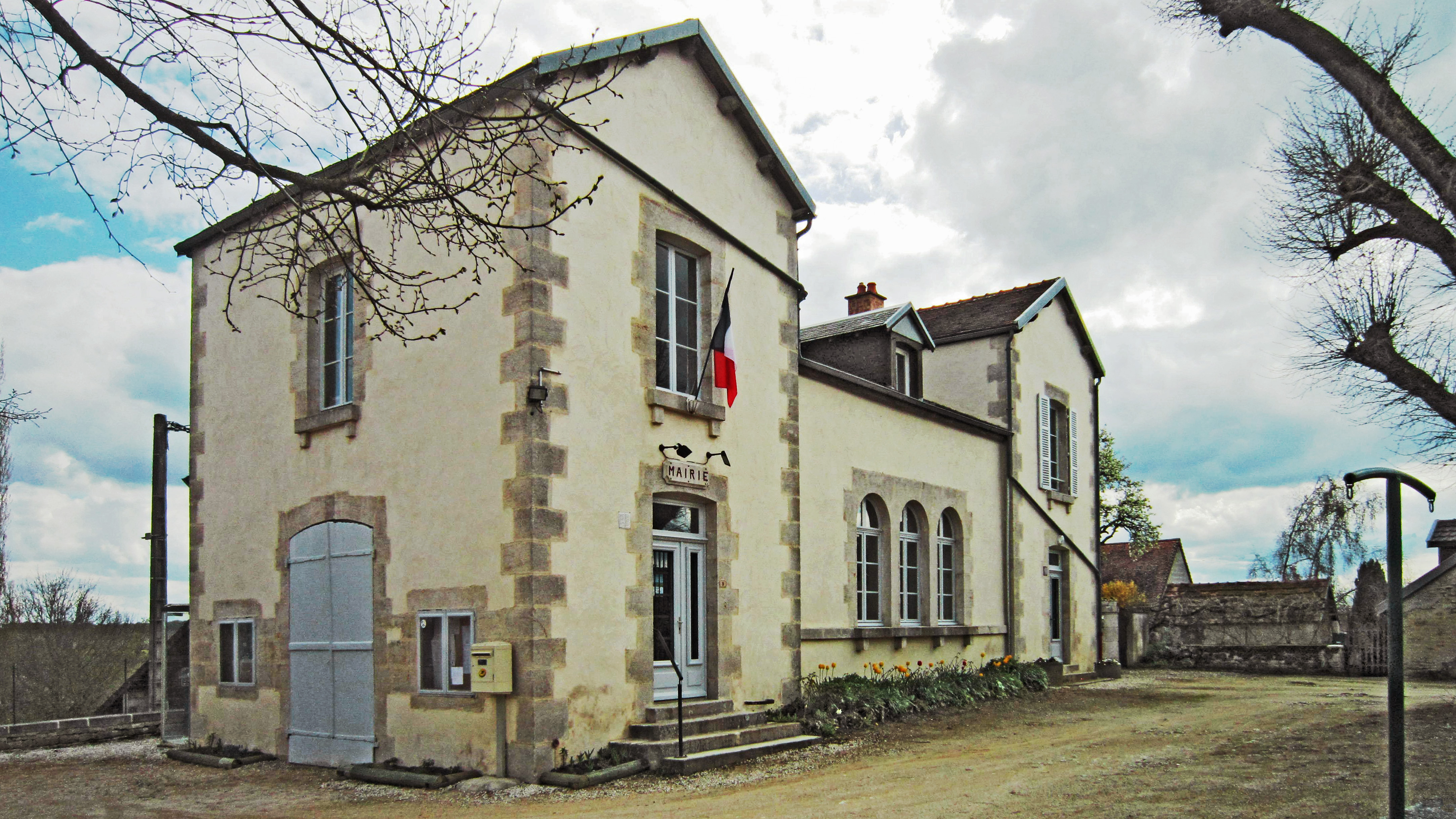
La mairie ...
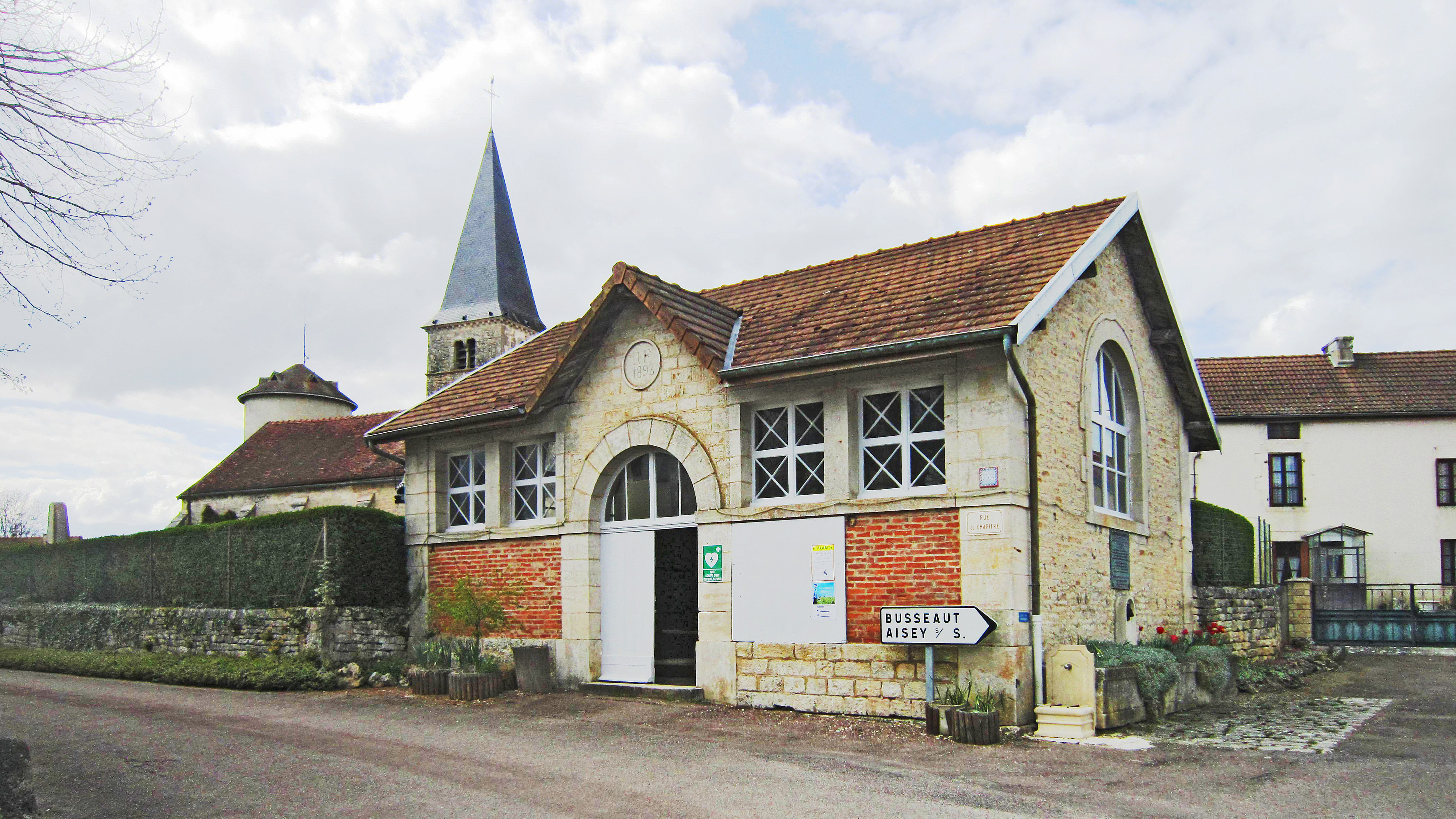
... face au lavoir ...
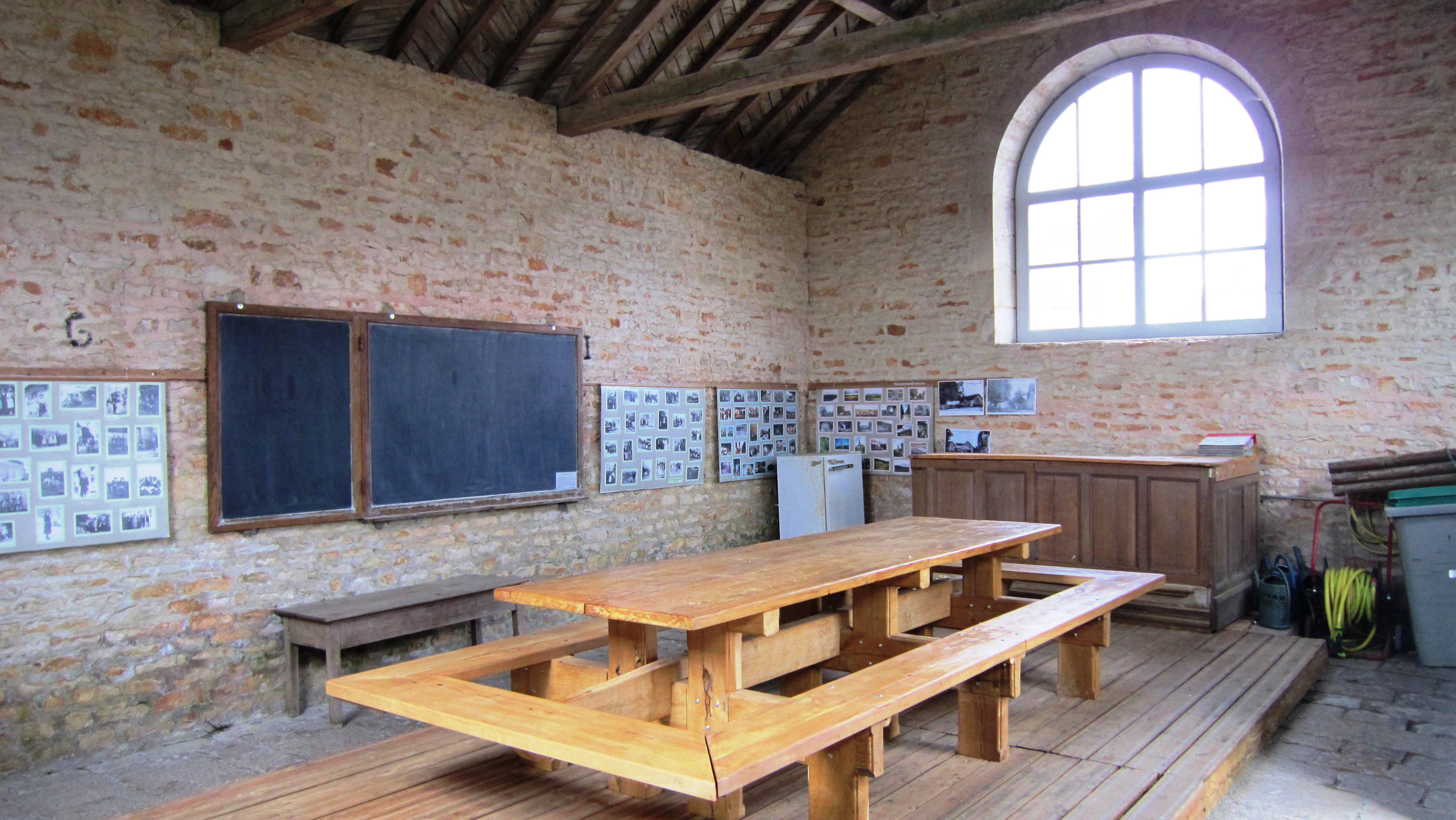
... et son musée.
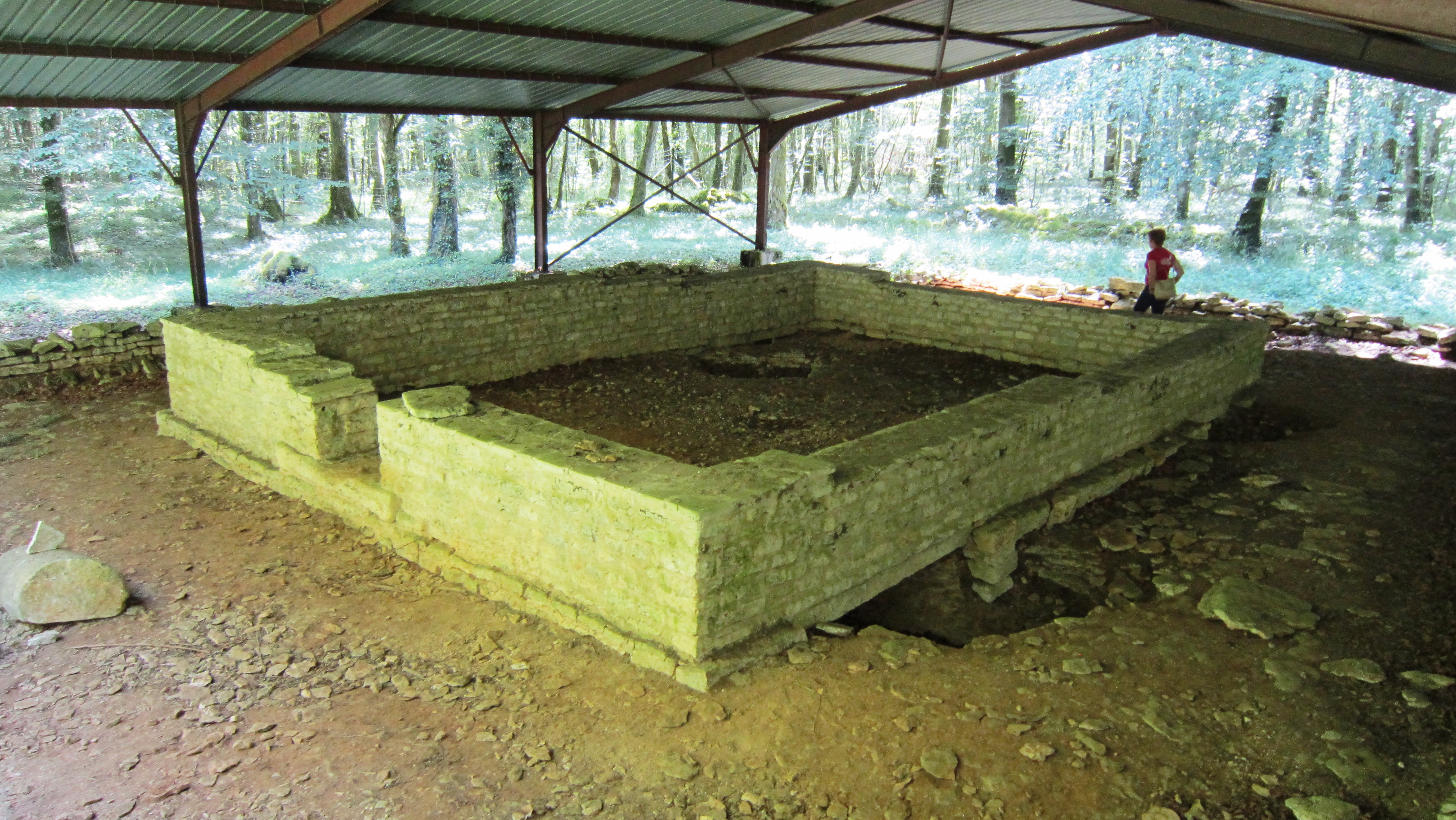
Fanum du Trembloy.

- Le fanum lingon du Tremblois, ensemble cultuel complet de la fin de l'Âge du fer et de la période gallo-romaine avec son enclos et un ensemble de bâtiments à usage de boutiques[36]. Situé en forêt de Châtillon.

## Héraldique
| Blason de Saint-Germain-le-Rocheux | Blason  | Parti : au 1er coupé, au I d'azur semé de fleurs de lys d'or à la bordure componée d'argent et de gueules, au II bandé d'or et d'azur de six pièces à la bordure de gueules, au 2e d'or à la bande componée de sable et d'or de trois pièces, au chef de gueules, à un saint Germain d'argent tenant dans sa senestre une crosse du même, brochant en pal sur le tout. |
| Blason de Saint-Germain-le-Rocheux | Détails | Le statut officiel du blason reste à déterminer. |